# フカミトラザメ
フカミトラザメ Scyliorhinus hachijoensis はトラザメ科に属するサメの一種。八丈島、御蔵島および鳥島といった伊豆諸島での分布が確認されている。既知の個体は水深100-650mから得られている。
種小名は主要な産地でホロタイプの産地でもある八丈島から、英名は身体の黒斑模様から、和名のフカミは「深海」に由来する。
記載に用いられた個体のうち、最大個体は41.6cmであった。既知の最大個体は下田海中水族館飼育個体の44.4cmである。
最も分布の近い近縁種であるトラザメとは形態的に、臀鰭の高さ、暗色の斑紋を有すること、胸鰭と腹鰭の角度、腹鰭の頂点の位置、楯鱗の形状、卵殻表面の形状から区別でき、分子生物学においても3か所のミトコンドリアDNA領域の解析結果から区別される。
卵生で一度に2個産出する。

## 分類
発見自体は1986年4月のものが最初とされている。
当時、鳥島沖のキンメダイ漁にてトラザメ属の未記載種6個体が捕獲され、下田海中水族館へ寄贈されたのが研究の発端である。
同館では、1990年3月に御蔵島沖のキンメダイ漁で捕獲された11個体の入手や、飼育下において交尾と産卵を確認するなど、発見から現在に至るまで飼育および展示を続けている。
形態的特徴から未記載種の可能性があることは認識されていたが記載までの約30年間、形態的・遺伝的調査がなされていなかった。
2018年に行われた調査にて未記載種であることが確認され、2022年にZootaxa 5092(3)にて記載された。
ホロタイプは2018年10月24日に八丈島沖水深200-300mから得られた37.0cmの成熟した雄の個体。
鳥島、八丈島、御蔵島から得られた雌雄併せて29個体をパラタイプに指定した。

## 形態

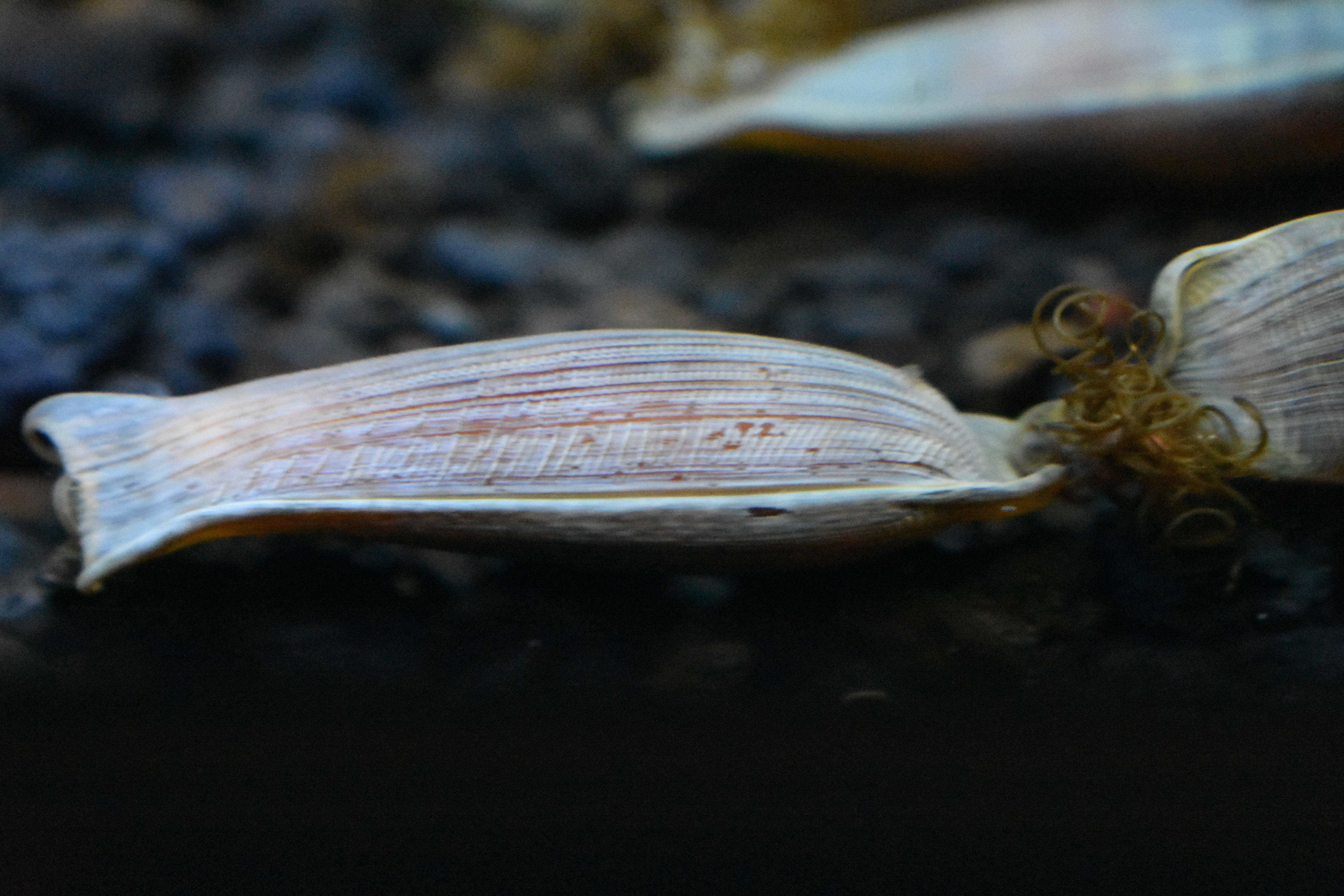
フカミトラザメの卵殻。トラザメの卵殻と異なり凹凸が存在する。

既知の最大個体は下田海中水族館飼育個体の44.4cmである。体は細身で尾鰭にかけて細くなる。頭部は細く、幅は長さの2/3程度。長さは全長の1/5程度。吻は短くて丸い。鼻孔は大きく、小さな三角形の前鼻弁がある。口は大きく、前鼻弁は口まで達しない。眼は大きく切れ長で、簡易な瞬膜を備える。頭部背面側のやや後方に噴水孔がある。鼻孔と口の間に溝はない。口角の唇褶は下顎にのみ伸びる。歯は小さく、長い尖頭と、一般的には2対の小尖頭を持つ。5対の鰓列は短く、1・2対目の鰓裂は同じ高さで、3対目以降は段々と小さくなる。
背鰭は体の後方にある。第一背鰭の頂点は丸く、腹鰭の基底より後ろに位置する。第二背鰭は第一より小さい。胸鰭は大きく三角形で外縁は丸みを帯びており、鎌状ではない。腹鰭も胸鰭同様、三角形丸みを帯びる。大きさは中程度。雄では腹鰭の内縁が癒合し、長く円筒形のクラスパーをエプロン状に包み込む。トラザメと同様に、クラスパーに鉤状の構造を持つ。臀鰭非常に大きく、第二背鰭よりも大きい。また臀鰭高は尾柄部の長さよりも長い。下葉は不明瞭で、上葉後縁の端近くには欠刻がある。皮膚は大きな直立した皮歯のために非常に粗くなっている。各皮歯には3本の後ろ向きの突起がある。背面と体側は暗褐色で、不明瞭でより暗い鞍状の模様と噴水孔よりも小さな白点が散らばる。この模様は出生時は明瞭だが成長と共にぼやけていく。腹面は黄色がかる。
全脊椎数は109～115、腸のらせん弁数は7～8。
卵殻はトラザメのものよりも大きく、表面には皺のような凹凸が存在する。

## 分布
八丈島、御蔵島、鳥島周辺海域での分布が確認されている。
御蔵島では水深100-400m、八丈島と鳥島周辺ではより深い水深500-600mから得られている。

## 生態
雄は34.6cm以上、雌は34.2cm以上で成熟すると考えられている。
2つの卵殻を産む卵生。
飼育下においては、1986年4月に捕獲したフカミトラザメは水族館への輸送中に産卵し翌年の2月に孵化した記録がある。
また、1990年7月に水槽内で交尾行動を観察している。

## 人との関わり

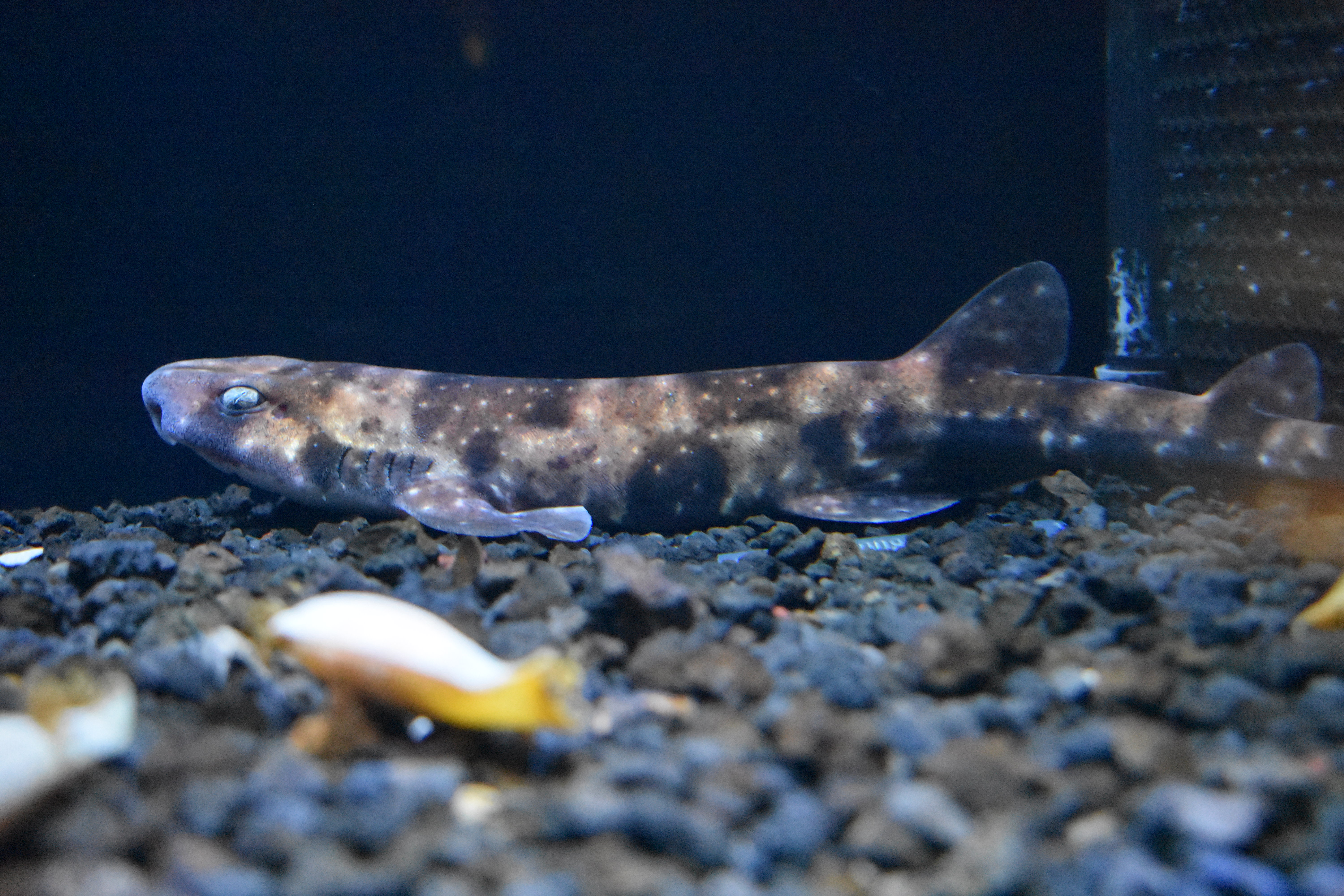
下田海中水族館で飼育される個体。

御蔵島で捕獲された個体の多くはキンメダイ延縄漁の外道として得られている。
飼育記録は上述している下田海中水族館でのものがある程度である。